# Fontecchio
Fontecchio é uma comuna italiana da região dos Abruzos, província de Áquila, com cerca de 422 habitantes. Estende-se por uma área de 16 km², tendo uma densidade populacional de 26 hab/km². Faz fronteira com Caporciano, Fagnano Alto, Rocca di Mezzo, Tione degli Abruzzi.

## Demografia
| Variação demográfica do município entre 1861 e 2011                               |
|                                                                                   |
| Fonte: Istituto Nazionale di Statistica (ISTAT) - Elaboração gráfica da Wikipedia |